# Proutictis serenaria
Proutictis serenaria là một loài bướm đêm trong họ Geometridae.